# كيم جونغ نام (مدرب كرة قدم)
كيم جونغ نام (الكورية: 김정남): من مواليد 28 يناير 1943. مدرب كرة قدم من كوريا الجنوبية ولاعب كرة قدم سابق. تنافس كيم مع كوريا الجنوبية في دورة الألعاب الاولمبية الصيفية 1964. وكان مدير المنتخب الكوري الجنوبي في تصفيات كأس العالم عام 1986.

## وصلات خارجية
- Kim Jung-nam – National Team Stats at اتحاد كوريا الجنوبية لكرة القدم (بالكورية)
- كيم جونغ نام على موقع الاتحاد الدولي (مؤرشف)  (الإنجليزية)
- كيم جونغ نام على موقع دوري كوريا الجنوبية (الإنجليزية)
- كيم جونغ نام على موقع قاعدة بيانات كرة القدم.إي يو (الإنجليزية)
- كيم جونغ نام على موقع أوليمبيديا (الإنجليزية)
- كيم جونغ نام على موقع أوليمبيديا (الإنجليزية)